# Луций Корнелий Долабелла (проконсул Дальней Испании)
Луций Корнелий Долабелла (лат. Lucius Cornelius Dolabella) (около 140 — после 98 года до н. э.) — римский государственный деятель.
Луций Корнелий Долабелла — сын Публия Корнелии Долабеллы, внук Луция Корнелия Долабеллы, корабельного дуумвира (начальника флота, лат. Duoviri navales) в 180—178 годах до н. э. и, возможно, отец Публия Корнелия Долабеллы, претора в 69 году до н. э. и проконсула Азии в 68 году до н. э..
Около 100 года до н. э. Луций Корнелий Долабелла — претор, в 99 году до н. э. — проконсул Дальней Испании; 26 января 98 года до н. э. удостоен триумфа за победу над лузитанами.